# Úrvalsdeild 2022-2023 (pallavolo femminile)
L'Úrvalsdeild 2022-2023, 50ª edizione della massima serie del campionato islandese di pallavolo femminile si è svolta dal 30 settembre 2022 al 12 maggio 2023: al torneo hanno partecipato sette squadre di club islandesi e la vittoria finale è andata per la terza volta, la seconda consecutiva, al KA Akureyri.

## Regolamento

### Formula
La formula ha previsto:
- regular season, disputata con girone all'italiana, con partite di andata e ritorno: le prime tre squadre classificate hanno acceduto al girone superiore della seconda fase, mentre le rimanenti quattro al girone inferiore;
- Seconda fase, in cui le squadre, divise nei gironi superiore ed inferiore, hanno disputato un girone all'italiana con partite di sola andata mantenendo i punti conquistati nella regular season: al termine le prime due classificate del girone superiore hanno acceduto alle semifinali dei play-off scudetto, mentre la terza classificata e le prime prime tre del girone inferiore hanno acceduto ai quarti di finale;
- Play-off scudetto, organizzati con quarti di finale, con partite di andata e ritorno ed eventuale golden set, semifinali, al meglio di due vittorie su tre gare, e finale, al meglio di tre vittorie su cinque gare.

### Criteri di classifica
Se il risultato finale è stato di 3-0 o 3-1 sono stati assegnati 3 punti alla squadra vincente e 0 a quella sconfitta, se il risultato finale è stato di 3-2 sono stati assegnati 2 punti alla squadra vincente e 1 a quella sconfitta.
L'ordine del posizionamento in classifica è stato definito in base a:
- Punti;
- Ratio dei set vinti/persi;
- Ratio dei punti realizzati/subiti;
- Scontri diretti[3].

## Squadre partecipanti
| Club                | Stagione | Città       | Impianto                  | Stagione precedente                             |
| ------------------- | -------- | ----------- | ------------------------- | ----------------------------------------------- |
| Afturelding         | dettagli | Mosfellsbær | Íþróttamiðstöðin að Varmá | 2ª in Úrvalsdeild; finale play-off scudetto     |
| Álftanes            | dettagli | Garðabær    | Álftanesskóli             | 3ª in Úrvalsdeild; semifinali play-off scudetto |
| HK Kópavogur        | dettagli | Kópavogur   | Íþróttahúsið Digranes     | 5ª in Úrvalsdeild                               |
| KA Akureyri         | dettagli | Akureyri    | KA Heimilið               | 1ª in Úrvalsdeild; campione di Islanda          |
| Þróttur             | dettagli | Reykjavík   | Laugardalshöll            | 7ª in Úrvalsdeild                               |
| Þróttur Neskaupstað | dettagli | Fjarðabyggð | Íþróttahúsið Neskaupstað  | 4ª in Úrvalsdeild; semifinali play-off scudetto |
| Völsungur           | dettagli | Húsavík     | Íþróttahöllin             | 6ª in Úrvalsdeild                               |

## Torneo

### Regular season

#### Risultati
| Partite |                                   |     |                                   |
|         |                                   |     |                                   |
| 09-11   | KA Akureyri - Völsungur           | 3-1 | 25-19, 12-25, 25-18, 25-12        |
| 30-09   | Völsungur - Þróttur Neskaupstað   | 3-0 | 25-20, 25-17, 25-22               |
| 05-10   | HK Kópavogur - Þróttur            | 3-1 | 25-19, 21-25, 25-15, 25-16        |
| 08-10   | Afturelding - Völsungur           | 3-1 | 29-31, 25-22, 25-22, 25-15        |
| 08-10   | HK Kópavogur - KA Akureyri        | 1-3 | 26-24, 11-25, 22-25, 20-25        |
| 09-10   | HK Kópavogur - Völsungur          | 1-3 | 25-18, 22-25, 24-26, 24-26        |
| 02-11   | Afturelding - KA Akureyri         | 3-1 | 19-25, 25-16, 25-21, 25-15        |
| 14-10   | Álftaness - Völsungur             | 3-2 | 19-25, 25-19, 14-25, 25-21, 15-13 |
| 14-10   | Þróttur - Þróttur Neskaupstað     | 3-1 | 25-22, 23-25, 25-21, 25-14        |
| 26-10   | Afturelding - HK Kópavogur        | 3-1 | 25-19, 24-26, 25-15, 25-12        |
| 02-11   | Þróttur - Álftaness               | 2-3 | 25-19, 12-25, 18-25, 25-18, 12-15 |
| 06-11   | KA Akureyri - Þróttur Neskaupstað | 3-1 | 25-19, 25-14, 26-28, 25-23        |
| 16-11   | Þróttur - KA Akureyri             | 0-3 | 28-30, 22-25, 20-25               |
| 16-11   | Álftaness - Afturelding           | 3-1 | 25-15, 25-15, 24-26, 25-15        |
| 19-11   | Þróttur Neskaupstað - Afturelding | 3-2 | 21-25, 25-19, 25-9, 17-25, 15-8   |
| 20-11   | Þróttur - Völsungur               | 0-3 | 12-25, 19-25, 21-25               |
| 23-11   | HK Kópavogur - Álftaness          | 0-3 | 17-25, 20-25, 18-25               |
| 23-11   | Völsungur - KA Akureyri           | 3-0 | 25-23, 25-22, 28-26               |
| 27-11   | Álftaness - Þróttur Neskaupstað   | 3-1 | 23-25, 25-18, 25-12, 25-20        |
| 30-11   | HK Kópavogur - Afturelding        | 2-3 | 22-25, 25-17, 25-21, 24-26, 14-16 |
| 30-11   | KA Akureyri - Þróttur             | 3-0 | 25-17, 25-23, 25-14               |

| Partite |                                    |     |                                   |
|         |                                    |     |                                   |
| 03-12   | Þróttur Neskaupstað - HK Kópavogur | 3-1 | 25-23, 13-25, 25-23, 25-17        |
| 04-12   | Álftaness - KA Akureyri            | 0-3 | 22-25, 20-25, 17-25               |
| 07-12   | Afturelding - Álftaness            | 1-3 | 10-25, 25-23, 25-27, 20-25        |
| 10-12   | Þróttur Neskaupstað - Þróttur      | 3-0 | 25-16, 25-22, 25-19               |
| 11-01   | Afturelding - Þróttur              | 3-0 | 25-19, 25-16, 25-19               |
| 18-01   | Þróttur Neskaupstað - Völsungur    | 3-0 | 25-18, 25-19, 26-24               |
| 20-02   | Þróttur - HK Kópavogur             | 1-3 | 25-23, 15-25, 23-25, 12-25        |
| 21-01   | Völsungur - Þróttur                | 3-1 | 26-24, 25-22, 19-25, 25-13        |
| 21-01   | KA Akureyri - Álftaness            | 3-2 | 22-25, 20-25, 25-17, 25-19, 15-12 |
| 03-03   | Álftaness - HK Kópavogur           | 1-3 | 25-22, 15-25, 21-25, 15-25        |
| 04-03   | Afturelding - Þróttur Neskaupstað  | 3-0 | 25-16, 25-19, 25-23               |
| 31-01   | HK Kópavogur - Þróttur Neskaupstað | 3-2 | 24-26, 18-25, 25-7, 25-23, 15-13  |
| 01-02   | Álftaness - Þróttur                | 3-0 | 25-21, 25-14, 25-13               |
| 04-02   | Þróttur Neskaupstað - KA Akureyri  | 2-3 | 15-25, 25-17, 25-20, 24-26, 10-15 |
| 05-02   | Völsungur - Álftaness              | 1-3 | 25-14, 17-25, 20-25, 19-25        |
| 11-02   | Völsungur - Afturelding            | 1-3 | 19-25, 15-25, 25-14, 25-27        |
| 12-02   | Þróttur Neskaupstað - Álftaness    | 2-3 | 26-24, 22-25, 25-23, 18-25, 6-15  |
| 11-02   | KA Akureyri - HK Kópavogur         | 3-1 | 25-23, 25-22, 25-27, 25-21        |
| 12-02   | Völsungur - HK Kópavogur           | 3-2 | 25-20, 25-20, 21-25, 23-25, 15-3  |
| 12-02   | KA Akureyri - Afturelding          | 3-0 | 25-13, 26-24, 25-22               |
| 25-01   | Þróttur - Afturelding              | 1-3 | 16-25, 20-25, 25-21, 18-25        |

#### Classifica
| Pos. | Squadra             | Pt | G  | V  | P  | SV | SP | Ratio | PF    | PS    | Ratio |
| ---- | ------------------- | -- | -- | -- | -- | -- | -- | ----- | ----- | ----- | ----- |
| 1.   | KA Akureyri         | 28 | 12 | 10 | 2  | 31 | 14 | 2,214 | 1 051 | 941   | 1,117 |
| 2.   | Álftanes            | 25 | 12 | 9  | 3  | 30 | 19 | 1,579 | 1 081 | 981   | 1,102 |
| 3.   | Afturelding         | 24 | 12 | 8  | 4  | 28 | 19 | 1,474 | 1 035 | 1 002 | 1,033 |
| 4.   | Völsungur           | 18 | 12 | 6  | 6  | 24 | 22 | 1,091 | 1 020 | 999   | 1,021 |
| 5.   | Þróttur Neskaupstað | 14 | 12 | 4  | 8  | 21 | 27 | 0,778 | 990   | 1 061 | 0,933 |
| 6.   | HK Kópavogur        | 13 | 12 | 4  | 8  | 21 | 29 | 0,724 | 1 083 | 1 090 | 0,994 |
| 7.   | Þróttur             | 4  | 12 | 1  | 11 | 9  | 34 | 0,265 | 838   | 1 024 | 0,818 |

      Qualificata al girone superiore.
      Qualificata al girone inferiore.

### Seconda fase

#### Girone superiore

##### Risultati
| Prima giornata |                         |             |                     |
|                |                         |             |                     |
| Riposa:        | KA Akureyri             | KA Akureyri | KA Akureyri         |
| 21-03          | Álftaness - Afturelding | 3-0         | 25-23, 25-19, 25-14 |

| Seconda giornata |                           |           |                            |
|                  |                           |           |                            |
| Riposa:          | Álftaness                 | Álftaness | Álftaness                  |
| 25-03            | Afturelding - KA Akureyri | 3-1       | 17-25, 25-23, 25-14, 25-21 |

| Terza giornata |                         |             |                            |
|                |                         |             |                            |
| Riposa:        | Afturelding             | Afturelding | Afturelding                |
| 01-04          | KA Akureyri - Álftaness | 3-1         | 25-19, 23-25, 25-23, 25-22 |

##### Classifica
| Pos. | Squadra     | Pt | G  | V  | P | SV | SP | Ratio | PF    | PS    | Ratio |
| ---- | ----------- | -- | -- | -- | - | -- | -- | ----- | ----- | ----- | ----- |
| 1.   | KA Akureyri | 31 | 14 | 11 | 3 | 35 | 18 | 1,944 | 1 232 | 1 122 | 1,098 |
| 2.   | Álftanes    | 28 | 14 | 10 | 4 | 34 | 22 | 1,545 | 1 245 | 1 135 | 1,097 |
| 3.   | Afturelding | 27 | 14 | 9  | 5 | 31 | 23 | 1,348 | 1 183 | 1 160 | 1,020 |

      Qualificata alle semifinali play-off scudetto.
      Qualificata ai quarti di finale play-off scudetto.

#### Girone inferiore

##### Risultati
| Prima giornata |                                 |     |                            |
|                |                                 |     |                            |
| 04-04          | Völsungur - Þróttur Neskaupstað | 3-1 | 25-20, 25-19, 22-25, 25-15 |
| 21-03          | HK Kópavogur - Þróttur          | 3-1 | 25-17, 25-15, 23-25, 25-19 |

| Seconda giornata |                                    |     |                            |
|                  |                                    |     |                            |
| 26-03            | Þróttur Neskaupstað - HK Kópavogur | 1-3 | 17-25, 26-24, 21-25, 20-25 |
| 25-03            | Þróttur - Völsungur                | 0-3 | 16-25, 20-25, 14-25        |

| Terza giornata |                               |     |                            |
|                |                               |     |                            |
| 01-04          | Völsungur - HK Kópavogur      | 3-0 | 25-19, 26-24, 25-22        |
| 02-04          | Þróttur Neskaupstað - Þróttur | 1-3 | 25-16, 22-25, 23-25, 24-26 |

##### Classifica
| Pos. | Squadra             | Pt | G  | V | P  | SV | SP | Ratio | PF    | PS    | Ratio |
| ---- | ------------------- | -- | -- | - | -- | -- | -- | ----- | ----- | ----- | ----- |
| 4.   | Völsungur           | 27 | 15 | 9 | 6  | 33 | 23 | 1,435 | 1 268 | 1 193 | 1,063 |
| 5.   | HK Kópavogur        | 19 | 15 | 6 | 9  | 27 | 34 | 0,794 | 1 345 | 1 326 | 1,014 |
| 6.   | Þróttur Neskaupstað | 14 | 15 | 4 | 11 | 24 | 36 | 0,667 | 1 247 | 1 349 | 0,924 |
| 7.   | Þróttur             | 7  | 15 | 2 | 13 | 13 | 41 | 0,317 | 1 056 | 1 291 | 0,818 |

      Qualificata ai quarti di finale play-off scudetto.

### Play-off scudetto

#### Tabellone
|  | Quarti di finale | Quarti di finale    | Quarti di finale | Quarti di finale |   |   | Semifinali  | Semifinali  | Semifinali | Semifinali | Semifinali |   |  | Finale | Finale | Finale | Finale | Finale | Finale | Finale |  |
|  |                  |                     |                  |                  |   |   |             |             |            |            |            |   |  |        |        |        |        |        |        |        |  |
|  |                  |                     |                  |                  |   |   | 1           | KA Akureyri | 3          | 3          |            |   |  |        |        |        |        |        |        |        |  |
|  |                  |                     |                  |                  |   |   | 1           | KA Akureyri | 3          | 3          |            |   |  |        |        |        |        |        |        |        |  |
|  |                  |                     | 4                | Völsungur        | 2 | 0 |             |             |            |            |            |   |  |        |        |        |        |        |        |        |  |
|  | 4                | Völsungur           | 4                | Völsungur        | 2 | 0 | 3           | 3           |            |            |            |   |  |        |        |        |        |        |        |        |  |
|  | 4                | Völsungur           |                  |                  |   |   |             |             |            |            |            |   |  |        |        |        |        |        |        |        |  |
|  | 5                | HK Kópavogur        | 0                | 1                |   |   |             |             |            |            |            |   |  |        |        |        |        |        |        |        |  |
|  | 5                | HK Kópavogur        | 0                | 1                |   | 1 | KA Akureyri | 3           | 0          | 2          | 3          | 3 |  |        |        |        |        |        |        |        |  |
|  |                  |                     |                  |                  |   |   |             |             |            |            |            | 3 |  |        |        |        |        |        |        |        |  |
|  |                  |                     | 3                | Afturelding      | 1 | 3 | 3           | 2           | 2          |            |            |   |  |        |        |        |        |        |        |        |  |
|  |                  |                     |                  |                  | 1 | 3 | 3           | 2           | 2          |            |            |   |  |        |        |        |        |        |        |        |  |
|  |                  |                     |                  |                  |   |   |             |             |            |            |            |   |  |        |        |        |        |        |        |        |  |
|  |                  |                     |                  |                  |   |   |             |             |            |            |            |   |  |        |        |        |        |        |        |        |  |
|  |                  | 2                   | Álftanes         | 0                | 3 | 2 |             |             |            |            |            |   |  |        |        |        |        |        |        |        |  |
|  |                  |                     |                  |                  | 3 | 2 |             |             |            |            |            |   |  |        |        |        |        |        |        |        |  |
|  |                  |                     | 3                | Afturelding      | 3 | 2 | 3           |             |            |            |            |   |  |        |        |        |        |        |        |        |  |
|  | 3                | Afturelding         | 3                | Afturelding      | 3 | 2 | 3           | 3           | 3          |            |            |   |  |        |        |        |        |        |        |        |  |
|  | 3                | Afturelding         |                  |                  |   |   |             |             |            |            |            |   |  |        |        |        |        |        |        |        |  |
|  | 6                | Þróttur Neskaupstað | 1                | 1                |   |   |             |             |            |            |            |   |  |        |        |        |        |        |        |        |  |

#### Risultati

##### Quarti di finale
| Andata |                                   |     |                            |
|        |                                   |     |                            |
| 13-04  | Þróttur Neskaupstað - Afturelding | 1-3 | 17-25, 25-22, 16-25, 17-25 |
| 13-04  | HK Kópavogur - Völsungur          | 0-3 | 18-25, 19-25, 20-25        |

| Ritorno |                                   |     |                            |
|         |                                   |     |                            |
| 15-04   | Afturelding - Þróttur Neskaupstað | 3-1 | 24-26, 25-22, 25-17, 25-15 |
| 15-04   | Völsungur - HK Kópavogur          | 3-1 | 26-28, 25-20, 27-25, 28-26 |

##### Semifinali
| Gara 1 |                         |     |                                  |
|        |                         |     |                                  |
| 18-04  | KA Akureyri - Völsungur | 3-2 | 23-25, 25-14, 25-17, 20-25, 15-9 |
| 21-04  | Afturelding - Álftaness | 3-0 | 25-23, 25-20, 26-24              |

| Gara 2 |                         |     |                                   |
|        |                         |     |                                   |
| 21-04  | Völsungur - KA Akureyri | 0-3 | 15-25, 22-25, 23-25               |
| 18-04  | Álftaness - Afturelding | 3-2 | 25-19, 25-21, 17-25, 14-25, 15-13 |

| Gara 3 |                         |     |                                   |
|        |                         |     |                                   |
| 24-04  | Álftaness - Afturelding | 2-3 | 20-25, 17-25, 25-16, 25-23, 13-15 |

##### Finale
| Gara 1 |                           |     |                            |
|        |                           |     |                            |
| 27-04  | KA Akureyri - Afturelding | 3-1 | 25-20, 20-25, 25-23, 25-20 |

| Gara 2 |                           |     |                     |
|        |                           |     |                     |
| 04-05  | Afturelding - KA Akureyri | 3-0 | 25-21, 25-21, 25-19 |

| Gara 3 |                           |     |                                   |
|        |                           |     |                                   |
| 07-05  | KA Akureyri - Afturelding | 2-3 | 20-25, 28-26, 25-18, 23-25, 14-16 |

| Gara 4 |                           |     |                                   |
|        |                           |     |                                   |
| 10-05  | Afturelding - KA Akureyri | 2-3 | 25-18, 21-25, 25-12, 19-25, 13-15 |

| Gara 5 |                           |     |                                   |
|        |                           |     |                                   |
| 12-05  | KA Akureyri - Afturelding | 3-2 | 17-25, 25-21, 25-17, 20-25, 15-12 |

## Premi individuali
| Premio                     | Nome                   | Squadra      |
| -------------------------- | ---------------------- | ------------ |
| MVP                        | Helena Gunnarsdóttir   | KA Akureyri  |
| Miglior palleggiatrice     | Jóna Arnarsdóttir      | KA Akureyri  |
| Miglior opposto            | Michelle Traini        | Álftanes     |
| Miglior schiacciatrice     | Nikkia Benitez         | Völsungur    |
| Miglior schiacciatrice     | Helena Gunnarsdóttir   | KA Akureyri  |
| Miglior centrale           | Valdís Einarsdóttir    | Afturelding  |
| Miglior centrale           | Shelby Pullins         | Völsungur    |
| Miglior libero             | Valdís Þorvarðardóttir | KA Akureyri  |
| Miglior allenatore         | Bryan Silva            | HK Kópavogur |
| Giocatrice più promettente | Kristey Hallsdóttir    | Völsungur    |

## Statistiche
| Rendimento individuale | Rendimento individuale     | Rendimento individuale | Rendimento individuale |
| Pos.                   | Nome                       | Punti                  | Squadra                |
| ---------------------- | -------------------------- | ---------------------- | ---------------------- |
| 1                      | Michelle Traini            | 352                    | Álftanes               |
| 2                      | Nikkia Benitez             | 329                    | Völsungur              |
| 3                      | Tinna Þórarinsdóttir       | 305                    | Afturelding            |
| 4                      | Helena Gunnarsdóttir       | 293                    | KA Akureyri            |
| 5                      | Valdís Einarsdóttir        | 265                    | Afturelding            |
| 6                      | Sóldís Leifsdóttir Blöndal | 256                    | HK Kópavogur           |
| 7                      | Paula Miguel               | 254                    | Þróttur Neskaupstað    |
| 8                      | Heiða Gunnarsdóttir        | 234                    | KA Akureyri            |
| 9                      | María Karlsdóttir          | 222                    | Afturelding            |
| 10                     | Ana Branco                 | 217                    | Völsungur              |

| Attacchi vincenti | Attacchi vincenti          | Attacchi vincenti | Attacchi vincenti   |
| Pos.              | Nome                       | Punti             | Squadra             |
| ----------------- | -------------------------- | ----------------- | ------------------- |
| 1                 | Michelle Traini            | 310               | Álftanes            |
| 2                 | Nikkia Benitez             | 269               | Völsungur           |
| 3                 | Tinna Þórarinsdóttir       | 247               | Afturelding         |
| 4                 | Helena Gunnarsdóttir       | 245               | KA Akureyri         |
| 5                 | Sóldís Leifsdóttir Blöndal | 204               | HK Kópavogur        |
| 6                 | Heiða Gunnarsdóttir        | 197               | KA Akureyri         |
| 7                 | Paula Miguel               | 179               | Þróttur Neskaupstað |
| 8                 | María Karlsdóttir          | 177               | Afturelding         |
| 9                 | Ana Branco                 | 172               | Völsungur           |
| 10                | Heba Stefánsdóttir         | 169               | HK Kópavogur        |

| Muri vincenti | Muri vincenti          | Muri vincenti | Muri vincenti       |
| Pos.          | Nome                   | Punti         | Squadra             |
| ------------- | ---------------------- | ------------- | ------------------- |
| 1             | Valdís Einarsdóttir    | 73            | Afturelding         |
| 2             | Shelby Pullins         | 49            | Völsungur           |
| 3             | Daníela Grétarsdóttir  | 39            | Afturelding         |
| 4             | Paula Miguel           | 34            | Þróttur Neskaupstað |
| 5             | Jóna Arnarsdóttir      | 30            | KA Akureyri         |
| 5             | Arna Heimisdóttir      | 30            | HK Kópavogur        |
| 7             | María Jimenez          | 29            | Þróttur Neskaupstað |
| 8             | Dýrleif Sigmundsdóttir | 28            | Álftanes            |
| 9             | Astrid Ericsson        | 27            | Afturelding         |
| 9             | Heba Stefánsdóttir     | 27            | HK Kópavogur        |

| Battute vincenti | Battute vincenti           | Battute vincenti | Battute vincenti    |
| Pos.             | Nome                       | Punti            | Squadra             |
| ---------------- | -------------------------- | ---------------- | ------------------- |
| 1                | Jóna Arnarsdóttir          | 63               | KA Akureyri         |
| 2                | Daníela Grétarsdóttir      | 49               | Afturelding         |
| 3                | Paula Miguel               | 41               | Þróttur Neskaupstað |
| 4                | Sóldís Leifsdóttir Blöndal | 39               | HK Kópavogur        |
| 5                | María Jimenez              | 37               | Þróttur Neskaupstað |
| 6                | Nikkia Benitez             | 36               | Völsungur           |
| 7                | Kristey Hallsdóttir        | 35               | Völsungur           |
| 7                | Tinna Þórarinsdóttir       | 35               | Afturelding         |
| 9                | Dýrleif Sigmundsdóttir     | 33               | Álftanes            |
| 10               | Valdís Einarsdóttir        | 31               | Afturelding         |
| 10               | Simona Usić                | 31               | Álftanes            |